# 桓振
桓振（？—405年），字道全，譙國龍亢（今安徽懷遠）人。東晉末期人物，征西將軍桓豁孫，冠軍將軍桓石虔之子。桓玄敗死後繼續領導桓楚餘眾對抗東晉，終因兵敗被殺。

## 生平
桓玄任荊州刺史時，桓振曾任為揚武將軍、淮南太守，後又遷任江夏相。但任內就因為以兇橫而被黜免。正因為桓振不修行檢，故桓玄後來雖然掌政甚至篡位，重用桓氏子弟時都沒有任用桓振。
元興三年（404年），劉裕等起兵討伐桓玄，桓玄兵敗西逃，終在入蜀時被殺。當時荊州治所江陵（今湖北江陵）亦為晉軍所佔，桓振就藏匿於華容浦（今湖北監利縣北）。駐軍巴陵（今湖南岳陽）的桓玄舊將王稚徽派人向桓振假稱桓歆已攻陷建康、馮稚已奪取尋陽，率軍西追桓玄的劉毅亦在敗退。桓振聞訊大喜，聚眾黨數十人襲擊江陵，而當時劉毅等又確因以為大局已定，大軍久久都未到江陵，在桓謙也率眾響應下，桓振順利攻下江陵。
桓振入城後先殺投晉的荊州別駕王康產及南郡太守王騰之，又到晉安帝所在的南郡府，騎著馬，揮著武器直入安帝階下，得知桓玄之子桓昇已死後大怒，更想殺晉安帝，只在桓謙苦求下才放棄此念頭，並由桓謙等奉還國璽給安帝。不過桓振將心腹都安置在晉安帝身邊，又自任為都督八州諸軍事、鎮西將軍、荊州刺史。又為桓玄舉哀，上「武悼皇帝」諡號。
桓振雖然佔有江陵，不過桓氏殘餘勢力僅維持在荊州一帶，桓振亦感嘆：「公（桓玄）當日不任用我，導此這個下場。假若公還在，我當前鋒，天下就大定了。現在只佔有江陵，哪裏是歸處呀？」於是縱情酒色，又肆意誅殺，殘害不少人。同年劉毅攻滅王稚徽，何無忌等又於馬頭（今湖北公安縣東北）擊敗桓謙，於是乘勢進攻江陵。桓振在靈溪與何無忌作戰，大敗對方，令晉軍退還尋陽（今江西九江市）。
義熙元年（405年）正月，南陽太守魯宗之起兵進攻襄陽（今湖北襄陽市），桓振所任命的雍州刺史桓蔚出走江陵。不久劉毅等兵臨馬頭，桓振挾持著晉安帝到江津（今湖北江陵南），派使者要求東晉割讓荊、江二州，以換取晉安帝，但為劉毅所拒絕。兩日後魯宗之擊敗桓振部將溫楷，進屯江陵城北十多里外的紀南城。桓振於是留桓謙等守江陵，自率軍隊進攻魯宗之。桓振雖然大敗魯宗之，但江陵卻遭劉毅攻佔，桓振回軍時看見江陵城中起火，自知江陵已陷落，部眾都潰散，於是唯有逃到溳川。
同年三月，桓振自鄖城（今湖北安陸）進攻江陵，荊州刺史司馬休之戰敗出逃，桓振於是再次攻陷江陵，並自稱荊州刺史。建威將軍劉懷肅因而領兵進攻桓振，並與桓振於沙橋（今湖北江陵西）大戰。桓振兵力雖少，但士兵們都奮力作戰，桓振勇冠三軍，每次交戰都怒目進擊，沒有人敢阻擋他。劉毅亦派了廣武將唐興協助劉懷肅，當時桓振酒醉且受了箭傷，唐興於是成功斬殺桓振，並收復江陵。

## 延伸阅读
[在维基数据编辑]
 《晉書·卷074》，出自房玄齡《晉書》